# Pleugriffet
Pleugriffet é uma comuna francesa na região administrativa da Bretanha, no departamento Morbihan. Estende-se por uma área de 38,1 km². Em 2010 a comuna tinha 1 311 habitantes (densidade: 34,4 hab./km²).